# Савченко Ярослав Віталійович
Савченко Ярослав Віталійович (2001—2023) — солдат Збройних сил України, учасник російсько-української війни, кавалер ордена «За мужність» ІІІ ступеня.

## Життєпис
Народився 26 лютого 2001 року в м. Нетішині Хмельницької області. У 2007—2018 роках навчався в Нетішинському НВК. З дитячих років цікавився історією, у 2018 році став призером II етапу Всеукраїнського конкурсу МАН, посівши друге  в секції «Краєзнавство».
Захоплювався театром, поезією, музикою. У 2016-2018 роках грав у народному молодіжному театрі «Маски», був призером багатьох конкурсів. Брав активну участь у творчій діяльності Палацу культури м. Нетішин. 
У 2018 році Ярослав Савченко вступає до Національного педагогічного університету імені М.П.Драгоманова, мріючи стати істориком. У цьому ж році стає актором студентського народного театру «Вавилон», у якому з 2018 по 2022 рік зіграв вісім вистав. 

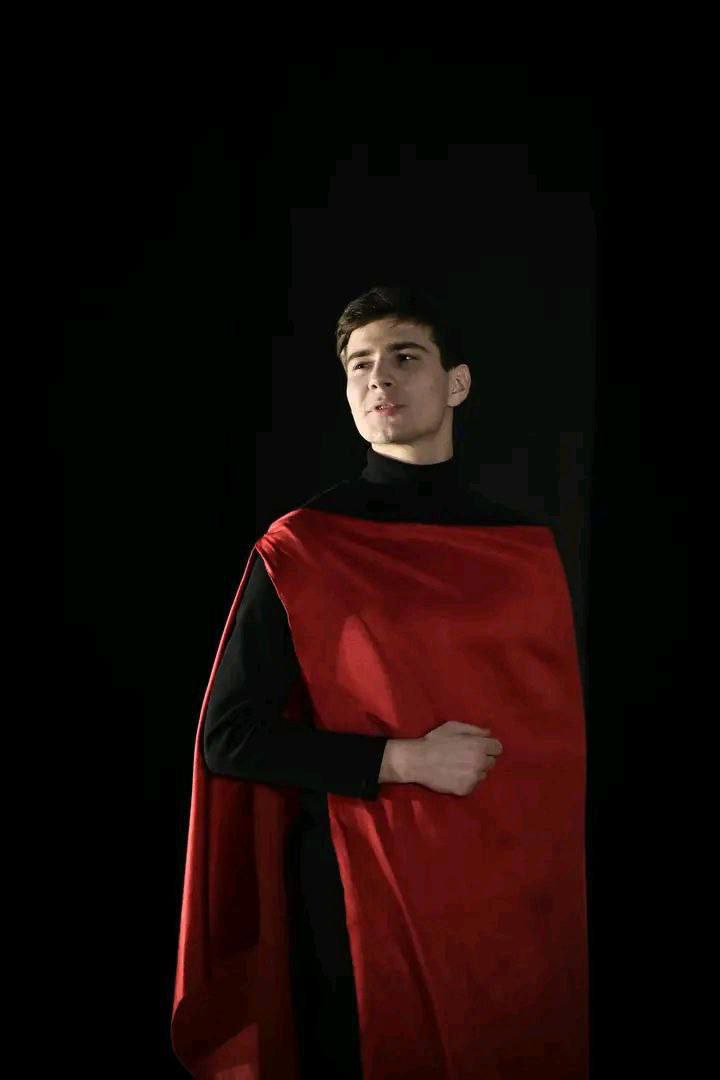
Студентський театр «Вавилон»

У 2019 році  отримує стипендію Міжнародного благодійного фонду імені М.П.Драгоманова як один із найкращих студентів факультету. У цьому ж році на V театральному фестивалі «Комора» здобуває перемогу в номінації «Кращий актор», а також отримує диплом за творчий внесок у мистецьку акцію «Сто років української журналістики — сто років Укрінформу».
Завжди був людиною з активною громадянською позицією: участь в акції протесту «Я з Квітами», що відбувалася з метою збереження пам'ятки модернізму, будівлі «Квіти України», від незаконного знесення забудовником; участь у мітингах на підтримку українського активіста Сергія Стерненка, якого позбавили волі за сфальсифікованою справою; волонтерська  допомога дітям із особливими потребами; участь у реалізації соціально-мистецької акції «Приречені на щастя» (дипломи за 2018, 2019, 2020 роки).

## Російсько-українська війна
Під час повномасштабної війни 25 лютого 2022 року добровольцем приєднується до лав 207-го окремого батальйону 112-ї бригади ТРО ЗСУ, яка звільняла Київську область від окупантів. 
Улітку 2022 року воював на Бахмутському напрямку. Повернувшись із самого пекла, вирішує вступити на магістратуру заочно та сподівається працювати вчителем історії після закінчення війни. Ярослав вважав, що, працюючи з дітьми, аналізуючи події минулого та сьогодення, можна збудувати гідне майбутнє України. Під час війни проходив курси для набуття військових навичок. У березні 2023 року в складі мінометної батареї вдруге вирушає захищати Батьківщину на Бахмутський напрямок. 
Загинув 28 квітня 2023 року під час виконання бойового завдання під селом Васюківкою Донецької області: рятуючи життя побратимові, отримав смертельне поранення.

## Нагороди
- У січні 2024 року Савченка Ярослава Віталійовича посмертно було нагороджено орденом «За мужність» III ступеня.

У 2018 році у своєму щоденнику Ярослав писав: «Я дуже боюся, що коли буду старим, то якось, відпочиваючи, усвідомлю, що нічого не досяг, не зрозумів, не був сміливим, коли потрібно було. Не зможу жити, знаючи, що комусь погано, а в мене все гаразд. Намагаюся ділитися з людьми любовʼю і добротою. Лише намагаюся. Моя ціль – бути справжньою людиною».